# فرد ای. سیتون
فرد ای. سیتون (به انگلیسی: Fred Andrew Seaton) سناتور سابق عضو حزب جمهوری‌خواه ایالات متحده آمریکا بود. وی در سال ۱۹۵۱ تا ۱۹۵۲ میلادی سناتور ایالت نبراسکا در سنای ایالات متحده آمریکا بود.